# نادي آستانا
نادي آستانا لكرة القدم هو ناد كازاخي لكرة القدم أنشأ سنة 2000 ومقره في آستانا. ستانيمير ستويلوف هو مدرب النادي منذ 2014.